# Helmut Fischer

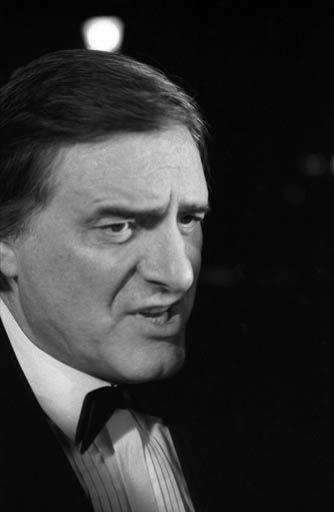
Helmut Fischer en 1991

Helmut Fischer (15 de noviembre de 1926-14 de junio de 1997) fue un actor alemán.

## Biografía
Nacido en Múnich, Alemania, su padre eran un empresario. Criado en el distrito de Neuhausen de su ciudad natal, durante la Segunda Guerra Mundial ingresó en la Escuela de fotografía del Estado de Baviera. Sin embargo, en los últimos meses de la contienda fue reclutado por la Wehrmacht, enfermó de difteria, y finalizó la guerra como prisionero. Tras su liberación ingresó en la escuela de arte dramático Otto Falckenberg, la cual abandonó pasado un corto período. Debutó como actor teatral en 1952 en el Stadttheater de Wurzburgo, interpretando a Albrecht III en la obra de Friedrich Hebbel Agnes Bernauer, representación que obtuvo muy mala crítica.
Durante casi 20 años Fischer permaneció prácticamente en el anonimato, centrado en la interpretación de pequeños papeles de reparto. Entre otras actividades, trabajó en la Oktoberfest de Múnich en el show de Zuban, formando parte de la grupa de una cebra. En 1953 se casó con la bailarina Utta Martin (nacida el 28 de abril de 1924, fallecida el 23 de abril de 2012), con la cual vivió 44 años, hasta el momento de su muerte.
En 1961 debutó en la Bayerischer Rundfunk, interpretando a un peluquero en la comedia de Ludwig Thoma Die Lokalbahn. En esa época también trabajaba como crítico cinematográfico para la publicación muniquesa Abendzeitung.
En 1972 trabajó en el primer episodio de la serie televisiva Tatort, como ayudante del entonces Inspector Veigl (que encarnaba Gustl Bayrhammer). Cuando Veigl fue "retirado" en 1981, Fischer "ascendió" a Comisionado Ludwig Lenz, y como tal resolvió un total de siete casos hasta 1987. En 1974, Helmut Fischer, en su café favorito, el Münchner Freiheit, conoció al director Helmut Dietl que reconoció el verdadero talento de su amigo, y en 1980 le proporcionó un primer papel en la serie televisiva Der ganz normale Wahnsinn.
Su gran oportunidad llegó en 1983 con la serie Monaco Franze – Der ewige Stenz. De nuevo Helmut Dietl era el director, y Patrick Süskind cooperaba en los guiones de casi todos los episodios. En la serie, que alcanzó estatus de culto entre sus seguidores, Fischer actuaba con Ruth Maria Kubitschek, Christine Kaufmann, Karl Obermayr y Erni Singerl. La serie alcanzó tal fama que algunas de sus frases acabaron adaptándose al lenguaje cotidiano del público.
A partir de entonces, el actor estuvo ocupado haciendo actuaciones con personajes que eran similares al de la serie. Por ello, hasta el final de su vida Fischer tuvo que afirmar repetidamente que el personaje de Monaco Franze no tenía nada que ver con su vida real. A mediados de los años 1980 Fischer actuó junto a Thomas Gottschalk y Michael Winslow en las dos películas Zärtliche Chaoten, y desde 1987 a 1992 pudo ser visto con Veronika Fitz y Ilse Neubauer en la serie Die Hausmeisterin. Fischer disfrutó su último éxito con las series Ein Schloß am Wörthersee, en la cual encarnaba a Leo Laxeneder, y Peter und Paul, en la cual actuaba como Peter Elfinger acompañado de Hans Clarin.
En el año 1993, a Helmut Fischer le diagnosticaron un cáncer. Mantuvo mucho tiempo en secreto el diagnóstico, que únicamente conocía su esposa. En 1996 siguió tratamiento del controvertido oncólogo Julius Hackethal. En noviembre celebró su septuagésimo cumpleaños rodeado de un gran número de amigos y colegas. Ocho meses después, ante la sorpresa del público, Fischer falleció en Riedering, Alemania. A su funeral acudieron más de mil personas. Fue enterrado en el Cementerio Bogenhausen de Múnich (tumba nº 2-4-2). El alcalde de Múnich, Christian Ude, amigo y vecino de Fischer, hizo un discurso laudatorio en su memoria.
En el lugar favorito de Fischer en el jardín del café Münchner Freiheit, se levantó una estatua de bronce del artista Nicolai Tregor Jr., que mostraba a Fischer en su famoso papel de Monaco Franze.

## Filmografía

### Películas y telefilmes
- 1958 : Cherchez la femme (telefilm)
- 1959 : Hubertusjagd
- 1960 : Oh, diese Bayern
- 1960 : Die vor die Hunde gehen
- 1962 : Florence und der Zahnarzt (telefilm)
- 1967 : Kurzer Prozeß
- 1967 : Der Röhm-Putsch (telefilm)
- 1977 : Sachrang (telefilm)
- 1978 : Das Einhorn
- 1979 : Blauer Himmel, den ich nur ahne (telefilm)
- 1979 : Der Durchdreher
- 1980 : Die Undankbare (telefilm)
- 1984 : Mama Mia – Nur keine Panik
- 1987 : Hexenschuß (telefilm)
- 1987 : Zärtliche Chaoten
- 1988 : Starke Zeiten
- 1988 : Zärtliche Chaoten II
- 1989 : Jede Menge Schmidt (telefilm)
- 1992 : Der Unschuldsengel (telefilm)
- 1993 : Probefahrt ins Paradies
- 1995 : Drei in fremden Kissen (telefilm)
- 1996 : Drei in fremden Betten (telefilm)
- 1997 : Fröhlich geschieden (telefilm)

### Series televisivas
- 1962 : Funkstreife Isar 12, episodios Glück im Unglück y … und sonntags zum Mondsee, con Wilmut Borell y Karl Tischlinger
- 1965/1966 : Der Nachtkurier meldet, episodios Ein märchenhafter Gewinn (1965) y Mord um halb zwölf (1966), con Rosemarie Fendel y Willy Semmelrogge
- 1967 : Das Kriminalmuseum, episodio Die Telefonnummer, con Hans Jürgen Diedrich y Kurt Heintel
- 1968 : Graf Yoster gibt sich die Ehre, episodio Der goldene Elefant, con Lukas Ammann y Wolfgang Völz
- 1968 : Die seltsamen Methoden des Franz Josef Wanninger, episodio Die Beschützer, con Beppo Brem y Maxl Graf
- 1970 : Wie eine Träne im Ozean (miniserie TV), episodio Nutzlose Reise, con Martin Lüttge y Günter Mack
- 1970 : Gestern gelesen, episodio Ferienhäuser im Süden, con Erik Schumann
- 1972–1987 : Tatort, como Ludwig Lenz
  - 1972 : Münchner Kindl
  - 1973 : Weißblaue Turnschuhe
  - 1973 : Tote brauchen keine Wohnung
  - 1974 : 3:0 für Veigl
  - 1975 : Als gestohlen gemeldet
  - 1975 : Das zweite Geständnis
  - 1976 : Transit ins Jenseits
  - 1976 : Wohnheim Westendstraße
  - 1977 : Das Mädchen am Klavier
  - 1977 : Wer andern eine Grube gräbt …
  - 1977 : Schüsse in der Schonzeit
  - 1978 : Schlußverkauf
  - 1978 : Schwarze Einser
  - 1979 : Ende der Vorstellung
  - 1979 : Der King
  - 1979 : Maria im Elend
  - 1980 : Spiel mit Karten
  - 1981 : Usambaraveilchen
  - 1981 : Im Fadenkreuz
  - 1982 : Tod auf dem Rastplatz
  - 1983 : Roulette mit 6 Kugeln
  - 1984 : Heißer Schnee
  - 1985 : Schicki-Micki
  - 1987 : Die Macht des Schicksals
  - 1987 : Gegenspieler
  - 1987 : Wunschlos tot
- 1974 : Okay S.I.R., episodio Der Tizianclub, con Anita Kupsch, Monika Peitsch y Anneliese Uhlig
- 1974 : Gemeinderätin Schumann, episodio Die Eingemeindung, con Antje Hagen
- 1976 : Inspektion Lauenstadt, episodio Die Teppichhändler, con Eduard Linkers
- 1978 : Derrick, episodio Ein Hinterhalt, con Horst Tappert y Fritz Wepper
- 1979 y 1986/1987 : Der Millionenbauer, 14 episodios, con Walter Sedlmayr y Veronika Fitz
- 1979 : Der ganz normale Wahnsinn, 12 episodios, con Towje Kleiner y Monika Schwarz
- 1980 : Felix und Oskar, episodio Felix zieht ein, con Heinz Baumann y Horst Bollmann
- 1981 y 1985 : Polizeiinspektion 1, 3 episodios, con Walter Sedlmayr
- 1981–1983 : Monaco Franze – Der ewige Stenz, 10 episodios, con Ruth Maria Kubitschek, Karl Obermayr y Christine Kaufmann
- 1982 : Meister Eder und sein Pumuckl, episodio Die abergläubische Putzfrau, con Gustl Bayrhammer y Erni Singerl
- 1983 : Fast wia im richtigen Leben, con Gerhard Polt y Gisela Schneeberger
- 1983 : Die Krimistunde
- 1983–1985 : Unsere schönsten Jahre, 7 episodios, con Uschi Glas, Veronika Fitz y Elmar Wepper
- 1986 : Das Traumschiff, episodio Thailand, con Uschi Glas, Heinz Weiss, Heide Keller, Horst Naumann, Anja Kruse, Sascha Hehn, Günter Pfitzmann y Grit Boettcher
- 1986 : Rette mich, wer kann, 6 episodios, con Jörg Hube y Gundi Ellert
- 1987–1992 : Die Hausmeisterin, 23 episodios, con Veronika Fitz y Ilse Neubauer
- 1992 : Lilli Lottofee, episodio Lilli und Leo auf Du und Du mit der großen Welt, con Senta Berger, Hans Clarin y Heiner Lauterbach
- 1992–1993 : Ein Schloß am Wörthersee, 9 episodios, con Uschi Glas, Pierre Brice, Julia Kent, Henry van Lyck, Jochen Busse, Werner Schulze-Erdel y Udo Jürgens
- 1993–1994 : Peter und Paul, 14 episodios, con Hans Clarin y Ilse Neubauer
- 1995 : Café Meineid, episodio Alles Magie, con Erich Hallhuber
- 1996 : Wir Königskinder, con Fritz Wepper y Heidelinde Weis

## Teatro
- 1952 : Agnes Bernauer, Stadttheater Wurzburgo
- 1953 : Diener zweier Herren, Stadttheater Wurzburgo
- 1964 : Die großen Sebastians, Kleine Komödie de Múnich
- 1966 : Italienische Nacht, Residenz Theatre
- 1969-1970 : Jagdszenen aus Niederbayern, Teatro de Cámara de Múnich
- 1975 : Fast wie ein Poet, Residenz Theatre
- 1984-1985 : Waldfrieden, Volkstheater de Múnich
- 1984-1985 : Die Brautschau, Volkstheater de Múnich

## Premios
- 1983 : Goldener Gong por "Monaco Franze", junto a Ruth Maria Kubitschek y Helmut Dietl
- 1983 : Premio Rose des Jahres concedido por el periódico tz
- 1983 : Premio Stern des Jahres concedido por el Abendzeitung
- 1987 : Premio Bambi
- 1990 : Premio Bambi
- 1990 : Premio Adolf Grimme por Die Hausmeisterin, junto a Veronika Fitz y Cornelia Zaglmann-Willinger (autora)
- 1991 : Medalla München leuchtet
- 1992 : Premio literario Siegfried Sommer
- 1993 : Premio Romy de oro al actor más popular
- 1997 : Monumento de bronce, por Nicolai Tregor, en Múnich
- Premio Krenkl concedido por el Partido Socialdemócrata de Alemania por su compromiso civil

## Documental
- Der unsterbliche Stenz. Erinnerungen an Helmut Fischer, 2001, guion y dirección de Sybille Krafft, producido por Bayerischer Rundfunk, Inhalt vom BR.